# Lista di asteroidi (38001-39000)
Di seguito una lista di asteroidi dal numero 38001 al 39000 con data di scoperta e scopritore.

## 38001-38100
| Nome                | Designazione provvisoria | Data di scoperta  | Scopritore                           |
| ------------------- | ------------------------ | ----------------- | ------------------------------------ |
| 38001 -             | 1998 KM37                | 22 maggio 1998    | LINEAR                               |
| 38002 -             | 1998 KO42                | 27 maggio 1998    | LONEOS                               |
| 38003 -             | 1998 KH44                | 22 maggio 1998    | LINEAR                               |
| 38004 -             | 1998 KJ47                | 22 maggio 1998    | LINEAR                               |
| 38005 -             | 1998 KM47                | 22 maggio 1998    | LINEAR                               |
| 38006 -             | 1998 KD48                | 22 maggio 1998    | LINEAR                               |
| 38007 -             | 1998 KS49                | 23 maggio 1998    | LINEAR                               |
| 38008 -             | 1998 KP50                | 23 maggio 1998    | LINEAR                               |
| 38009 -             | 1998 KV50                | 23 maggio 1998    | LINEAR                               |
| 38010 -             | 1998 KE51                | 23 maggio 1998    | LINEAR                               |
| 38011 -             | 1998 KL52                | 23 maggio 1998    | LINEAR                               |
| 38012 -             | 1998 KE54                | 23 maggio 1998    | LINEAR                               |
| 38013 -             | 1998 KY54                | 23 maggio 1998    | LINEAR                               |
| 38014 -             | 1998 KO61                | 23 maggio 1998    | LINEAR                               |
| 38015 -             | 1998 KX63                | 22 maggio 1998    | LINEAR                               |
| 38016 -             | 1998 KV65                | 27 maggio 1998    | LINEAR                               |
| 38017 -             | 1998 KW67                | 26 maggio 1998    | LINEAR                               |
| 38018 Louisneefs    | 1998 LN2                 | 1 giugno 1998     | E. W. Elst                           |
| 38019 Jeanmariepelt | 1998 LV2                 | 1 giugno 1998     | E. W. Elst                           |
| 38020 Hannadam      | 1998 MP                  | 17 giugno 1998    | L. Tesi, A. Boattini                 |
| 38021 -             | 1998 MG1                 | 16 giugno 1998    | Spacewatch                           |
| 38022 -             | 1998 MS7                 | 19 giugno 1998    | ODAS                                 |
| 38023 -             | 1998 MO39                | 26 giugno 1998    | E. W. Elst                           |
| 38024 Melospadafora | 1998 OB                  | 16 luglio 1998    | ODAS                                 |
| 38025 -             | 1998 QF                  | 17 agosto 1998    | P. G. Comba                          |
| 38026 -             | 1998 QC12                | 17 agosto 1998    | LINEAR                               |
| 38027 -             | 1998 QE14                | 17 agosto 1998    | LINEAR                               |
| 38028 -             | 1998 QC20                | 17 agosto 1998    | LINEAR                               |
| 38029 -             | 1998 QZ24                | 17 agosto 1998    | LINEAR                               |
| 38030 -             | 1998 QG33                | 17 agosto 1998    | LINEAR                               |
| 38031 -             | 1998 QN36                | 17 agosto 1998    | LINEAR                               |
| 38032 -             | 1998 QH43                | 17 agosto 1998    | LINEAR                               |
| 38033 -             | 1998 QN49                | 17 agosto 1998    | LINEAR                               |
| 38034 -             | 1998 QW57                | 30 agosto 1998    | Spacewatch                           |
| 38035 -             | 1998 QC85                | 24 agosto 1998    | LINEAR                               |
| 38036 Waynewarren   | 1998 RE1                 | 13 settembre 1998 | J. Broughton                         |
| 38037 -             | 1998 RS18                | 14 settembre 1998 | LINEAR                               |
| 38038 -             | 1998 RQ19                | 14 settembre 1998 | LINEAR                               |
| 38039 -             | 1998 RD24                | 14 settembre 1998 | LINEAR                               |
| 38040 -             | 1998 RW49                | 14 settembre 1998 | LINEAR                               |
| 38041 -             | 1998 RQ79                | 14 settembre 1998 | LINEAR                               |
| 38042 -             | 1998 SA10                | 21 settembre 1998 | CSS                                  |
| 38043 -             | 1998 SB26                | 22 settembre 1998 | LONEOS                               |
| 38044 Michaellucas  | 1998 SL62                | 19 settembre 1998 | LONEOS                               |
| 38045 -             | 1998 SM93                | 26 settembre 1998 | LINEAR                               |
| 38046 Krasnoyarsk   | 1998 SW144               | 20 settembre 1998 | E. W. Elst                           |
| 38047 -             | 1998 TC3                 | 14 ottobre 1998   | CSS                                  |
| 38048 Blumenbach    | 1998 UL18                | 27 ottobre 1998   | CSS                                  |
| 38049 -             | 1998 VY6                 | 11 novembre 1998  | LINEAR                               |
| 38050 Bias          | 1998 VR38                | 10 novembre 1998  | LINEAR                               |
| 38051 -             | 1998 XJ5                 | 7 dicembre 1998   | K. Korlević                          |
| 38052 -             | 1998 XA7                 | 8 dicembre 1998   | Spacewatch                           |
| 38053 -             | 1998 XO62                | 11 dicembre 1998  | LINEAR                               |
| 38054 -             | 1999 AG10                | 14 gennaio 1999   | K. Korlević                          |
| 38055 -             | 1999 AC24                | 15 gennaio 1999   | CSS                                  |
| 38056 -             | 1999 BZ10                | 20 gennaio 1999   | ODAS                                 |
| 38057 -             | 1999 BO15                | 26 gennaio 1999   | K. Korlević                          |
| 38058 -             | 1999 CA35                | 10 febbraio 1999  | LINEAR                               |
| 38059 -             | 1999 CO38                | 10 febbraio 1999  | LINEAR                               |
| 38060 -             | 1999 CB61                | 12 febbraio 1999  | LINEAR                               |
| 38061 -             | 1999 DJ1                 | 17 febbraio 1999  | LINEAR                               |
| 38062 -             | 1999 EC9                 | 15 marzo 1999     | Spacewatch                           |
| 38063 -             | 1999 FH                  | 16 marzo 1999     | K. Korlević, M. Jurić                |
| 38064 -             | 1999 FZ10                | 17 marzo 1999     | Spacewatch                           |
| 38065 -             | 1999 FK19                | 22 marzo 1999     | LONEOS                               |
| 38066 -             | 1999 FO19                | 22 marzo 1999     | LONEOS                               |
| 38067 -             | 1999 FO31                | 19 marzo 1999     | LINEAR                               |
| 38068 -             | 1999 FK32                | 19 marzo 1999     | LINEAR                               |
| 38069 -             | 1999 GN                  | 5 aprile 1999     | K. Korlević                          |
| 38070 Redwine       | 1999 GG2                 | 6 aprile 1999     | LONEOS                               |
| 38071 -             | 1999 GU3                 | 10 aprile 1999    | LINEAR                               |
| 38072 -             | 1999 GO11                | 11 aprile 1999    | Spacewatch                           |
| 38073 -             | 1999 GX11                | 11 aprile 1999    | Spacewatch                           |
| 38074 -             | 1999 GX19                | 15 aprile 1999    | LINEAR                               |
| 38075 -             | 1999 GN21                | 15 aprile 1999    | LINEAR                               |
| 38076 -             | 1999 GA31                | 7 aprile 1999     | LINEAR                               |
| 38077 -             | 1999 GY31                | 7 aprile 1999     | LINEAR                               |
| 38078 -             | 1999 GW42                | 12 aprile 1999    | LINEAR                               |
| 38079               | 1999 HF                  | 16 aprile 1999    | Beijing Schmidt CCD Asteroid Program |
| 38080 -             | 1999 HN1                 | 17 aprile 1999    | LINEAR                               |
| 38081 -             | 1999 HC10                | 17 aprile 1999    | LINEAR                               |
| 38082 -             | 1999 HO11                | 17 aprile 1999    | CSS                                  |
| 38083 Rhadamanthus  | 1999 HX11                | 17 aprile 1999    | Deep Ecliptic Survey                 |
| 38084               | 1999 HB12                | 18 aprile 1999    | M. W. Buie, R. Millis                |
| 38085 -             | 1999 HO12                | 17 aprile 1999    | LINEAR                               |
| 38086 Beowulf       | 1999 JB                  | 5 maggio 1999     | LONEOS                               |
| 38087 -             | 1999 JN                  | 6 maggio 1999     | T. Kagawa                            |
| 38088 -             | 1999 JS1                 | 8 maggio 1999     | CSS                                  |
| 38089 -             | 1999 JV1                 | 8 maggio 1999     | CSS                                  |
| 38090 -             | 1999 JN2                 | 8 maggio 1999     | CSS                                  |
| 38091 -             | 1999 JT3                 | 10 maggio 1999    | LONEOS                               |
| 38092 -             | 1999 JF5                 | 10 maggio 1999    | LINEAR                               |
| 38093 -             | 1999 JX6                 | 8 maggio 1999     | CSS                                  |
| 38094 -             | 1999 JM9                 | 8 maggio 1999     | CSS                                  |
| 38095 -             | 1999 JD10                | 8 maggio 1999     | CSS                                  |
| 38096 -             | 1999 JF11                | 9 maggio 1999     | K. Korlević                          |
| 38097 -             | 1999 JW11                | 12 maggio 1999    | LINEAR                               |
| 38098 -             | 1999 JO13                | 10 maggio 1999    | LINEAR                               |
| 38099 -             | 1999 JE14                | 13 maggio 1999    | LINEAR                               |
| 38100 -             | 1999 JM14                | 15 maggio 1999    | LINEAR                               |

## 38101-38200
| Nome    | Designazione provvisoria | Data di scoperta | Scopritore |
| ------- | ------------------------ | ---------------- | ---------- |
| 38101 - | 1999 JE15                | 15 maggio 1999   | CSS        |
| 38102 - | 1999 JM18                | 10 maggio 1999   | LINEAR     |
| 38103 - | 1999 JM19                | 10 maggio 1999   | LINEAR     |
| 38104 - | 1999 JL20                | 10 maggio 1999   | LINEAR     |
| 38105 - | 1999 JB21                | 10 maggio 1999   | LINEAR     |
| 38106 - | 1999 JG23                | 10 maggio 1999   | LINEAR     |
| 38107 - | 1999 JZ23                | 10 maggio 1999   | LINEAR     |
| 38108 - | 1999 JB24                | 10 maggio 1999   | LINEAR     |
| 38109 - | 1999 JQ24                | 10 maggio 1999   | LINEAR     |
| 38110 - | 1999 JH25                | 10 maggio 1999   | LINEAR     |
| 38111 - | 1999 JQ26                | 10 maggio 1999   | LINEAR     |
| 38112 - | 1999 JZ29                | 10 maggio 1999   | LINEAR     |
| 38113 - | 1999 JB30                | 10 maggio 1999   | LINEAR     |
| 38114 - | 1999 JO34                | 10 maggio 1999   | LINEAR     |
| 38115 - | 1999 JJ35                | 10 maggio 1999   | LINEAR     |
| 38116 - | 1999 JK35                | 10 maggio 1999   | LINEAR     |
| 38117 - | 1999 JH36                | 10 maggio 1999   | LINEAR     |
| 38118 - | 1999 JS36                | 10 maggio 1999   | LINEAR     |
| 38119 - | 1999 JN37                | 10 maggio 1999   | LINEAR     |
| 38120 - | 1999 JN39                | 10 maggio 1999   | LINEAR     |
| 38121 - | 1999 JO42                | 10 maggio 1999   | LINEAR     |
| 38122 - | 1999 JC43                | 10 maggio 1999   | LINEAR     |
| 38123 - | 1999 JD43                | 10 maggio 1999   | LINEAR     |
| 38124 - | 1999 JV43                | 10 maggio 1999   | LINEAR     |
| 38125 - | 1999 JG44                | 10 maggio 1999   | LINEAR     |
| 38126 - | 1999 JT44                | 10 maggio 1999   | LINEAR     |
| 38127 - | 1999 JL45                | 10 maggio 1999   | LINEAR     |
| 38128 - | 1999 JN45                | 10 maggio 1999   | LINEAR     |
| 38129 - | 1999 JV45                | 10 maggio 1999   | LINEAR     |
| 38130 - | 1999 JY45                | 10 maggio 1999   | LINEAR     |
| 38131 - | 1999 JR47                | 10 maggio 1999   | LINEAR     |
| 38132 - | 1999 JX47                | 10 maggio 1999   | LINEAR     |
| 38133 - | 1999 JY49                | 10 maggio 1999   | LINEAR     |
| 38134 - | 1999 JU51                | 10 maggio 1999   | LINEAR     |
| 38135 - | 1999 JB55                | 10 maggio 1999   | LINEAR     |
| 38136 - | 1999 JK55                | 10 maggio 1999   | LINEAR     |
| 38137 - | 1999 JH56                | 10 maggio 1999   | LINEAR     |
| 38138 - | 1999 JM56                | 10 maggio 1999   | LINEAR     |
| 38139 - | 1999 JH57                | 10 maggio 1999   | LINEAR     |
| 38140 - | 1999 JX58                | 10 maggio 1999   | LINEAR     |
| 38141 - | 1999 JN59                | 10 maggio 1999   | LINEAR     |
| 38142 - | 1999 JQ59                | 10 maggio 1999   | LINEAR     |
| 38143 - | 1999 JV60                | 10 maggio 1999   | LINEAR     |
| 38144 - | 1999 JD61                | 10 maggio 1999   | LINEAR     |
| 38145 - | 1999 JF61                | 10 maggio 1999   | LINEAR     |
| 38146 - | 1999 JK61                | 10 maggio 1999   | LINEAR     |
| 38147 - | 1999 JN62                | 10 maggio 1999   | LINEAR     |
| 38148 - | 1999 JU62                | 10 maggio 1999   | LINEAR     |
| 38149 - | 1999 JY62                | 10 maggio 1999   | LINEAR     |
| 38150 - | 1999 JX64                | 10 maggio 1999   | LINEAR     |
| 38151 - | 1999 JT65                | 12 maggio 1999   | LINEAR     |
| 38152 - | 1999 JY66                | 12 maggio 1999   | LINEAR     |
| 38153 - | 1999 JW67                | 12 maggio 1999   | LINEAR     |
| 38154 - | 1999 JU68                | 12 maggio 1999   | LINEAR     |
| 38155 - | 1999 JJ69                | 12 maggio 1999   | LINEAR     |
| 38156 - | 1999 JQ71                | 12 maggio 1999   | LINEAR     |
| 38157 - | 1999 JC72                | 12 maggio 1999   | LINEAR     |
| 38158 - | 1999 JS72                | 12 maggio 1999   | LINEAR     |
| 38159 - | 1999 JB73                | 12 maggio 1999   | LINEAR     |
| 38160 - | 1999 JG74                | 12 maggio 1999   | LINEAR     |
| 38161 - | 1999 JN74                | 12 maggio 1999   | LINEAR     |
| 38162 - | 1999 JB77                | 12 maggio 1999   | LINEAR     |
| 38163 - | 1999 JP77                | 12 maggio 1999   | LINEAR     |
| 38164 - | 1999 JB78                | 12 maggio 1999   | LINEAR     |
| 38165 - | 1999 JQ80                | 12 maggio 1999   | LINEAR     |
| 38166 - | 1999 JV84                | 13 maggio 1999   | LINEAR     |
| 38167 - | 1999 JU88                | 12 maggio 1999   | LINEAR     |
| 38168 - | 1999 JZ91                | 12 maggio 1999   | LINEAR     |
| 38169 - | 1999 JE98                | 12 maggio 1999   | LINEAR     |
| 38170 - | 1999 JR98                | 12 maggio 1999   | LINEAR     |
| 38171 - | 1999 JM103               | 13 maggio 1999   | LINEAR     |
| 38172 - | 1999 JR107               | 13 maggio 1999   | LINEAR     |
| 38173 - | 1999 JZ112               | 13 maggio 1999   | LINEAR     |
| 38174 - | 1999 JA113               | 13 maggio 1999   | LINEAR     |
| 38175 - | 1999 JQ118               | 13 maggio 1999   | LINEAR     |
| 38176 - | 1999 JR119               | 13 maggio 1999   | LINEAR     |
| 38177 - | 1999 JY120               | 13 maggio 1999   | LINEAR     |
| 38178 - | 1999 JA122               | 13 maggio 1999   | LINEAR     |
| 38179 - | 1999 JV122               | 13 maggio 1999   | LINEAR     |
| 38180 - | 1999 JR123               | 13 maggio 1999   | LINEAR     |
| 38181 - | 1999 JG124               | 15 maggio 1999   | LINEAR     |
| 38182 - | 1999 JG125               | 10 maggio 1999   | LINEAR     |
| 38183 - | 1999 JM125               | 10 maggio 1999   | LINEAR     |
| 38184 - | 1999 KF                  | 16 maggio 1999   | Spacewatch |
| 38185 - | 1999 KJ                  | 16 maggio 1999   | Spacewatch |
| 38186 - | 1999 KV                  | 17 maggio 1999   | CSS        |
| 38187 - | 1999 KH7                 | 17 maggio 1999   | LINEAR     |
| 38188 - | 1999 KX11                | 18 maggio 1999   | LINEAR     |
| 38189 - | 1999 KT14                | 18 maggio 1999   | LINEAR     |
| 38190 - | 1999 KU14                | 18 maggio 1999   | LINEAR     |
| 38191 - | 1999 KF15                | 18 maggio 1999   | LINEAR     |
| 38192 - | 1999 LP6                 | 7 giugno 1999    | Spacewatch |
| 38193 - | 1999 LB8                 | 8 giugno 1999    | LINEAR     |
| 38194 - | 1999 LS13                | 9 giugno 1999    | LINEAR     |
| 38195 - | 1999 LD14                | 9 giugno 1999    | LINEAR     |
| 38196 - | 1999 LQ15                | 12 giugno 1999   | LINEAR     |
| 38197 - | 1999 LC19                | 9 giugno 1999    | LINEAR     |
| 38198 - | 1999 LM19                | 9 giugno 1999    | LINEAR     |
| 38199 - | 1999 LO24                | 9 giugno 1999    | LINEAR     |
| 38200 - | 1999 LR26                | 9 giugno 1999    | LINEAR     |

## 38201-38300
| Nome               | Designazione provvisoria | Data di scoperta  | Scopritore              |
| ------------------ | ------------------------ | ----------------- | ----------------------- |
| 38201 -            | 1999 LF27                | 9 giugno 1999     | LINEAR                  |
| 38202 -            | 1999 LM33                | 10 giugno 1999    | NEAT                    |
| 38203 Sanner       | 1999 MJ                  | 19 giugno 1999    | J. Medkeff, D. Healy    |
| 38204 -            | 1999 MT                  | 16 giugno 1999    | K. Korlević             |
| 38205 -            | 1999 MH1                 | 20 giugno 1999    | LONEOS                  |
| 38206 -            | 1999 ML1                 | 20 giugno 1999    | LONEOS                  |
| 38207 -            | 1999 MM1                 | 20 giugno 1999    | LONEOS                  |
| 38208 -            | 1999 MO1                 | 20 giugno 1999    | LONEOS                  |
| 38209 -            | 1999 NE                  | 4 luglio 1999     | F. B. Zoltowski         |
| 38210 -            | 1999 NP4                 | 13 luglio 1999    | J. Broughton            |
| 38211 -            | 1999 NV4                 | 12 luglio 1999    | K. Korlević             |
| 38212 -            | 1999 NM5                 | 13 luglio 1999    | LINEAR                  |
| 38213 -            | 1999 NU6                 | 13 luglio 1999    | LINEAR                  |
| 38214 -            | 1999 NA8                 | 13 luglio 1999    | LINEAR                  |
| 38215 -            | 1999 NX9                 | 13 luglio 1999    | LINEAR                  |
| 38216 -            | 1999 NP10                | 13 luglio 1999    | LINEAR                  |
| 38217 -            | 1999 NB12                | 13 luglio 1999    | LINEAR                  |
| 38218 -            | 1999 NY13                | 14 luglio 1999    | LINEAR                  |
| 38219 -            | 1999 NW19                | 14 luglio 1999    | LINEAR                  |
| 38220 -            | 1999 NV23                | 14 luglio 1999    | LINEAR                  |
| 38221 -            | 1999 NB28                | 14 luglio 1999    | LINEAR                  |
| 38222 -            | 1999 NP31                | 14 luglio 1999    | LINEAR                  |
| 38223 -            | 1999 NG38                | 14 luglio 1999    | LINEAR                  |
| 38224 -            | 1999 NC41                | 14 luglio 1999    | LINEAR                  |
| 38225 -            | 1999 NT48                | 13 luglio 1999    | LINEAR                  |
| 38226 -            | 1999 NG50                | 13 luglio 1999    | LINEAR                  |
| 38227 -            | 1999 NJ50                | 13 luglio 1999    | LINEAR                  |
| 38228 -            | 1999 NH52                | 12 luglio 1999    | LINEAR                  |
| 38229 -            | 1999 NG53                | 12 luglio 1999    | LINEAR                  |
| 38230 -            | 1999 NP53                | 12 luglio 1999    | LINEAR                  |
| 38231 -            | 1999 NF54                | 12 luglio 1999    | LINEAR                  |
| 38232 -            | 1999 NW55                | 12 luglio 1999    | LINEAR                  |
| 38233 -            | 1999 NS57                | 13 luglio 1999    | LINEAR                  |
| 38234 -            | 1999 NA59                | 13 luglio 1999    | LINEAR                  |
| 38235 -            | 1999 NJ63                | 14 luglio 1999    | LINEAR                  |
| 38236 -            | 1999 NC64                | 14 luglio 1999    | LINEAR                  |
| 38237 Roche        | 1999 OF                  | 16 luglio 1999    | Pises                   |
| 38238 Holíč        | 1999 OW                  | 18 luglio 1999    | Š. Gajdoš, D. Kalmančok |
| 38239 -            | 1999 OR3                 | 27 luglio 1999    | LINEAR                  |
| 38240 -            | 1999 PB1                 | 8 agosto 1999     | L. Šarounová            |
| 38241 -            | 1999 PU1                 | 9 agosto 1999     | J. Broughton            |
| 38242 -            | 1999 PB2                 | 10 agosto 1999    | J. Broughton            |
| 38243 -            | 1999 PB4                 | 13 agosto 1999    | J. Broughton            |
| 38244 -            | 1999 PD4                 | 13 agosto 1999    | J. Broughton            |
| 38245 Marcospontes | 1999 PF4                 | 12 agosto 1999    | C. Jacques, L. Duczmal  |
| 38246 Palupín      | 1999 PL4                 | 14 agosto 1999    | J. Tichá, M. Tichý      |
| 38247 -            | 1999 QE                  | 18 agosto 1999    | S. Donati               |
| 38248 -            | 1999 QX                  | 17 agosto 1999    | Spacewatch              |
| 38249 -            | 1999 QJ2                 | 24 agosto 1999    | G. Bell                 |
| 38250 Tartois      | 1999 QS2                 | 31 agosto 1999    | R. Roy                  |
| 38251 -            | 1999 RY                  | 4 settembre 1999  | CSS                     |
| 38252 -            | 1999 RM6                 | 3 settembre 1999  | Spacewatch              |
| 38253 -            | 1999 RM9                 | 4 settembre 1999  | Spacewatch              |
| 38254 -            | 1999 RV9                 | 6 settembre 1999  | Spacewatch              |
| 38255 -            | 1999 RH10                | 7 settembre 1999  | LINEAR                  |
| 38256 -            | 1999 RH12                | 7 settembre 1999  | LINEAR                  |
| 38257 -            | 1999 RC13                | 7 settembre 1999  | LINEAR                  |
| 38258 -            | 1999 RD14                | 7 settembre 1999  | LINEAR                  |
| 38259 -            | 1999 RR14                | 7 settembre 1999  | LINEAR                  |
| 38260 -            | 1999 RK15                | 7 settembre 1999  | LINEAR                  |
| 38261 -            | 1999 RY16                | 7 settembre 1999  | LINEAR                  |
| 38262 -            | 1999 RB20                | 7 settembre 1999  | LINEAR                  |
| 38263 -            | 1999 RC20                | 7 settembre 1999  | LINEAR                  |
| 38264 -            | 1999 RC22                | 7 settembre 1999  | LINEAR                  |
| 38265 -            | 1999 RT22                | 7 settembre 1999  | LINEAR                  |
| 38266 -            | 1999 RH23                | 7 settembre 1999  | LINEAR                  |
| 38267 -            | 1999 RB26                | 7 settembre 1999  | LINEAR                  |
| 38268 Zenkert      | 1999 RV32                | 9 settembre 1999  | A. Knöfel               |
| 38269 Gueymard     | 1999 RN33                | 10 settembre 1999 | W. G. Dillon, K. Rivich |
| 38270 Wettzell     | 1999 RJ35                | 11 settembre 1999 | Starkenburg             |
| 38271 -            | 1999 RW35                | 12 settembre 1999 | M. Wolf, P. Pravec      |
| 38272 -            | 1999 RW41                | 13 settembre 1999 | K. Korlević             |
| 38273 -            | 1999 RN42                | 14 settembre 1999 | K. Korlević             |
| 38274 -            | 1999 RR44                | 14 settembre 1999 | K. Korlević             |
| 38275 -            | 1999 RH48                | 7 settembre 1999  | LINEAR                  |
| 38276 -            | 1999 RH49                | 7 settembre 1999  | LINEAR                  |
| 38277 -            | 1999 RP49                | 7 settembre 1999  | LINEAR                  |
| 38278 -            | 1999 RD51                | 7 settembre 1999  | LINEAR                  |
| 38279 -            | 1999 RU51                | 7 settembre 1999  | LINEAR                  |
| 38280 -            | 1999 RO52                | 7 settembre 1999  | LINEAR                  |
| 38281 -            | 1999 RP52                | 7 settembre 1999  | LINEAR                  |
| 38282 -            | 1999 RM56                | 7 settembre 1999  | LINEAR                  |
| 38283 -            | 1999 RK59                | 7 settembre 1999  | LINEAR                  |
| 38284 -            | 1999 RD60                | 7 settembre 1999  | LINEAR                  |
| 38285 -            | 1999 RS61                | 7 settembre 1999  | LINEAR                  |
| 38286 -            | 1999 RP62                | 7 settembre 1999  | LINEAR                  |
| 38287 -            | 1999 RQ64                | 7 settembre 1999  | LINEAR                  |
| 38288 -            | 1999 RZ68                | 7 settembre 1999  | LINEAR                  |
| 38289 -            | 1999 RM70                | 7 settembre 1999  | LINEAR                  |
| 38290 -            | 1999 RY71                | 7 settembre 1999  | LINEAR                  |
| 38291 -            | 1999 RG74                | 7 settembre 1999  | LINEAR                  |
| 38292 -            | 1999 RA77                | 7 settembre 1999  | LINEAR                  |
| 38293 -            | 1999 RK85                | 7 settembre 1999  | LINEAR                  |
| 38294 -            | 1999 RM85                | 7 settembre 1999  | LINEAR                  |
| 38295 -            | 1999 RA87                | 7 settembre 1999  | LINEAR                  |
| 38296 -            | 1999 RD87                | 7 settembre 1999  | LINEAR                  |
| 38297 -            | 1999 RE87                | 7 settembre 1999  | LINEAR                  |
| 38298 -            | 1999 RD88                | 7 settembre 1999  | LINEAR                  |
| 38299 -            | 1999 RK88                | 7 settembre 1999  | LINEAR                  |
| 38300 -            | 1999 RF90                | 7 settembre 1999  | LINEAR                  |

## 38301-38400
| Nome    | Designazione provvisoria | Data di scoperta  | Scopritore |
| ------- | ------------------------ | ----------------- | ---------- |
| 38301 - | 1999 RH92                | 7 settembre 1999  | LINEAR     |
| 38302 - | 1999 RL92                | 7 settembre 1999  | LINEAR     |
| 38303 - | 1999 RB93                | 7 settembre 1999  | LINEAR     |
| 38304 - | 1999 RJ93                | 7 settembre 1999  | LINEAR     |
| 38305 - | 1999 RM96                | 7 settembre 1999  | LINEAR     |
| 38306 - | 1999 RB99                | 7 settembre 1999  | LINEAR     |
| 38307 - | 1999 RM102               | 8 settembre 1999  | LINEAR     |
| 38308 - | 1999 RY102               | 8 settembre 1999  | LINEAR     |
| 38309 - | 1999 RP103               | 8 settembre 1999  | LINEAR     |
| 38310 - | 1999 RH105               | 8 settembre 1999  | LINEAR     |
| 38311 - | 1999 RV106               | 8 settembre 1999  | LINEAR     |
| 38312 - | 1999 RO107               | 8 settembre 1999  | LINEAR     |
| 38313 - | 1999 RV111               | 9 settembre 1999  | LINEAR     |
| 38314 - | 1999 RR112               | 9 settembre 1999  | LINEAR     |
| 38315 - | 1999 RS112               | 9 settembre 1999  | LINEAR     |
| 38316 - | 1999 RB113               | 9 settembre 1999  | LINEAR     |
| 38317 - | 1999 RJ115               | 9 settembre 1999  | LINEAR     |
| 38318 - | 1999 RM116               | 9 settembre 1999  | LINEAR     |
| 38319 - | 1999 RG117               | 9 settembre 1999  | LINEAR     |
| 38320 - | 1999 RT120               | 9 settembre 1999  | LINEAR     |
| 38321 - | 1999 RQ121               | 9 settembre 1999  | LINEAR     |
| 38322 - | 1999 RU126               | 9 settembre 1999  | LINEAR     |
| 38323 - | 1999 RB127               | 9 settembre 1999  | LINEAR     |
| 38324 - | 1999 RA128               | 9 settembre 1999  | LINEAR     |
| 38325 - | 1999 RD128               | 9 settembre 1999  | LINEAR     |
| 38326 - | 1999 RU128               | 9 settembre 1999  | LINEAR     |
| 38327 - | 1999 RX128               | 9 settembre 1999  | LINEAR     |
| 38328 - | 1999 RZ128               | 9 settembre 1999  | LINEAR     |
| 38329 - | 1999 RO129               | 9 settembre 1999  | LINEAR     |
| 38330 - | 1999 RN130               | 9 settembre 1999  | LINEAR     |
| 38331 - | 1999 RT130               | 9 settembre 1999  | LINEAR     |
| 38332 - | 1999 RF131               | 9 settembre 1999  | LINEAR     |
| 38333 - | 1999 RE132               | 9 settembre 1999  | LINEAR     |
| 38334 - | 1999 RK133               | 9 settembre 1999  | LINEAR     |
| 38335 - | 1999 RN134               | 9 settembre 1999  | LINEAR     |
| 38336 - | 1999 RZ134               | 9 settembre 1999  | LINEAR     |
| 38337 - | 1999 RP136               | 9 settembre 1999  | LINEAR     |
| 38338 - | 1999 RA137               | 9 settembre 1999  | LINEAR     |
| 38339 - | 1999 RH137               | 9 settembre 1999  | LINEAR     |
| 38340 - | 1999 RO137               | 9 settembre 1999  | LINEAR     |
| 38341 - | 1999 RB139               | 9 settembre 1999  | LINEAR     |
| 38342 - | 1999 RT139               | 9 settembre 1999  | LINEAR     |
| 38343 - | 1999 RG140               | 9 settembre 1999  | LINEAR     |
| 38344 - | 1999 RS140               | 9 settembre 1999  | LINEAR     |
| 38345 - | 1999 RO141               | 9 settembre 1999  | LINEAR     |
| 38346 - | 1999 RL143               | 9 settembre 1999  | LINEAR     |
| 38347 - | 1999 RS143               | 9 settembre 1999  | LINEAR     |
| 38348 - | 1999 RQ145               | 9 settembre 1999  | LINEAR     |
| 38349 - | 1999 RJ149               | 9 settembre 1999  | LINEAR     |
| 38350 - | 1999 RS149               | 9 settembre 1999  | LINEAR     |
| 38351 - | 1999 RQ150               | 9 settembre 1999  | LINEAR     |
| 38352 - | 1999 RF151               | 9 settembre 1999  | LINEAR     |
| 38353 - | 1999 RL151               | 9 settembre 1999  | LINEAR     |
| 38354 - | 1999 RM151               | 9 settembre 1999  | LINEAR     |
| 38355 - | 1999 RB152               | 9 settembre 1999  | LINEAR     |
| 38356 - | 1999 RS152               | 9 settembre 1999  | LINEAR     |
| 38357 - | 1999 RE154               | 9 settembre 1999  | LINEAR     |
| 38358 - | 1999 RG154               | 9 settembre 1999  | LINEAR     |
| 38359 - | 1999 RJ154               | 9 settembre 1999  | LINEAR     |
| 38360 - | 1999 RM154               | 9 settembre 1999  | LINEAR     |
| 38361 - | 1999 RY154               | 9 settembre 1999  | LINEAR     |
| 38362 - | 1999 RW155               | 9 settembre 1999  | LINEAR     |
| 38363 - | 1999 RS156               | 9 settembre 1999  | LINEAR     |
| 38364 - | 1999 RT157               | 9 settembre 1999  | LINEAR     |
| 38365 - | 1999 RE158               | 9 settembre 1999  | LINEAR     |
| 38366 - | 1999 RF158               | 9 settembre 1999  | LINEAR     |
| 38367 - | 1999 RZ162               | 9 settembre 1999  | LINEAR     |
| 38368 - | 1999 RQ164               | 9 settembre 1999  | LINEAR     |
| 38369 - | 1999 RX164               | 9 settembre 1999  | LINEAR     |
| 38370 - | 1999 RB165               | 9 settembre 1999  | LINEAR     |
| 38371 - | 1999 RO167               | 9 settembre 1999  | LINEAR     |
| 38372 - | 1999 RK168               | 9 settembre 1999  | LINEAR     |
| 38373 - | 1999 RG172               | 9 settembre 1999  | LINEAR     |
| 38374 - | 1999 RY172               | 9 settembre 1999  | LINEAR     |
| 38375 - | 1999 RC173               | 9 settembre 1999  | LINEAR     |
| 38376 - | 1999 RH174               | 9 settembre 1999  | LINEAR     |
| 38377 - | 1999 RM174               | 9 settembre 1999  | LINEAR     |
| 38378 - | 1999 RK175               | 9 settembre 1999  | LINEAR     |
| 38379 - | 1999 RQ175               | 9 settembre 1999  | LINEAR     |
| 38380 - | 1999 RR175               | 9 settembre 1999  | LINEAR     |
| 38381 - | 1999 RV175               | 9 settembre 1999  | LINEAR     |
| 38382 - | 1999 RZ175               | 9 settembre 1999  | LINEAR     |
| 38383 - | 1999 RF176               | 9 settembre 1999  | LINEAR     |
| 38384 - | 1999 RX180               | 9 settembre 1999  | LINEAR     |
| 38385 - | 1999 RT181               | 9 settembre 1999  | LINEAR     |
| 38386 - | 1999 RH182               | 9 settembre 1999  | LINEAR     |
| 38387 - | 1999 RB184               | 9 settembre 1999  | LINEAR     |
| 38388 - | 1999 RG186               | 9 settembre 1999  | LINEAR     |
| 38389 - | 1999 RJ187               | 9 settembre 1999  | LINEAR     |
| 38390 - | 1999 RO187               | 9 settembre 1999  | LINEAR     |
| 38391 - | 1999 RD188               | 9 settembre 1999  | LINEAR     |
| 38392 - | 1999 RQ189               | 9 settembre 1999  | LINEAR     |
| 38393 - | 1999 RD191               | 11 settembre 1999 | LINEAR     |
| 38394 - | 1999 RY192               | 13 settembre 1999 | LINEAR     |
| 38395 - | 1999 RR193               | 15 settembre 1999 | Spacewatch |
| 38396 - | 1999 RU193               | 7 settembre 1999  | LINEAR     |
| 38397 - | 1999 RY193               | 7 settembre 1999  | LINEAR     |
| 38398 - | 1999 RC195               | 8 settembre 1999  | LINEAR     |
| 38399 - | 1999 RO196               | 8 settembre 1999  | LINEAR     |
| 38400 - | 1999 RX196               | 8 settembre 1999  | LINEAR     |

## 38401-38500
| Nome            | Designazione provvisoria | Data di scoperta  | Scopritore             |
| --------------- | ------------------------ | ----------------- | ---------------------- |
| 38401 -         | 1999 RJ197               | 8 settembre 1999  | LINEAR                 |
| 38402 -         | 1999 RP197               | 8 settembre 1999  | LINEAR                 |
| 38403 -         | 1999 RU197               | 8 settembre 1999  | LINEAR                 |
| 38404 -         | 1999 RF202               | 8 settembre 1999  | LINEAR                 |
| 38405 -         | 1999 RS202               | 8 settembre 1999  | LINEAR                 |
| 38406 -         | 1999 RS203               | 8 settembre 1999  | LINEAR                 |
| 38407 -         | 1999 RF204               | 8 settembre 1999  | LINEAR                 |
| 38408 -         | 1999 RN204               | 8 settembre 1999  | LINEAR                 |
| 38409 -         | 1999 RK205               | 8 settembre 1999  | LINEAR                 |
| 38410 -         | 1999 RT208               | 8 settembre 1999  | LINEAR                 |
| 38411 -         | 1999 RQ210               | 8 settembre 1999  | LINEAR                 |
| 38412 -         | 1999 RX210               | 8 settembre 1999  | LINEAR                 |
| 38413 -         | 1999 RY211               | 8 settembre 1999  | LINEAR                 |
| 38414 -         | 1999 RT213               | 13 settembre 1999 | Spacewatch             |
| 38415 -         | 1999 RU213               | 13 settembre 1999 | Spacewatch             |
| 38416 -         | 1999 RV213               | 13 settembre 1999 | Spacewatch             |
| 38417 -         | 1999 RN218               | 4 settembre 1999  | CSS                    |
| 38418 -         | 1999 RW218               | 5 settembre 1999  | Spacewatch             |
| 38419 -         | 1999 RX219               | 4 settembre 1999  | CSS                    |
| 38420 -         | 1999 RV221               | 5 settembre 1999  | CSS                    |
| 38421 -         | 1999 RZ221               | 6 settembre 1999  | CSS                    |
| 38422 -         | 1999 RJ226               | 4 settembre 1999  | LONEOS                 |
| 38423 -         | 1999 RS226               | 5 settembre 1999  | CSS                    |
| 38424 -         | 1999 RU228               | 5 settembre 1999  | CSS                    |
| 38425 -         | 1999 RO230               | 8 settembre 1999  | CSS                    |
| 38426 -         | 1999 RT230               | 8 settembre 1999  | CSS                    |
| 38427 -         | 1999 RB231               | 8 settembre 1999  | CSS                    |
| 38428 -         | 1999 RQ231               | 9 settembre 1999  | LONEOS                 |
| 38429 -         | 1999 RX231               | 9 settembre 1999  | LONEOS                 |
| 38430 -         | 1999 RG232               | 9 settembre 1999  | LONEOS                 |
| 38431 Jeffbeck  | 1999 RR232               | 8 settembre 1999  | CSS                    |
| 38432 -         | 1999 RU235               | 8 settembre 1999  | CSS                    |
| 38433 -         | 1999 RL236               | 8 settembre 1999  | CSS                    |
| 38434 -         | 1999 RX236               | 8 settembre 1999  | CSS                    |
| 38435 -         | 1999 RA241               | 11 settembre 1999 | LONEOS                 |
| 38436 -         | 1999 RS241               | 14 settembre 1999 | CSS                    |
| 38437 -         | 1999 RV242               | 4 settembre 1999  | LONEOS                 |
| 38438 -         | 1999 RC249               | 7 settembre 1999  | LINEAR                 |
| 38439 -         | 1999 SQ4                 | 29 settembre 1999 | K. Korlević            |
| 38440 -         | 1999 SA5                 | 29 settembre 1999 | LINEAR                 |
| 38441 -         | 1999 SN6                 | 30 settembre 1999 | LINEAR                 |
| 38442 Szilárd   | 1999 SU6                 | 24 settembre 1999 | K. Sárneczky, G. Szabó |
| 38443 -         | 1999 SM7                 | 29 settembre 1999 | LINEAR                 |
| 38444 -         | 1999 SY9                 | 29 settembre 1999 | F. B. Zoltowski        |
| 38445 -         | 1999 SB12                | 30 settembre 1999 | CSS                    |
| 38446 -         | 1999 SK17                | 30 settembre 1999 | LINEAR                 |
| 38447 -         | 1999 SO18                | 30 settembre 1999 | LINEAR                 |
| 38448 -         | 1999 SS18                | 30 settembre 1999 | LINEAR                 |
| 38449 -         | 1999 SM22                | 30 settembre 1999 | Spacewatch             |
| 38450 -         | 1999 TH                  | 2 ottobre 1999    | P. G. Comba            |
| 38451 -         | 1999 TU                  | 1 ottobre 1999    | K. Korlević            |
| 38452 -         | 1999 TE1                 | 1 ottobre 1999    | K. Korlević            |
| 38453 -         | 1999 TU1                 | 1 ottobre 1999    | K. Korlević            |
| 38454 Boroson   | 1999 TB2                 | 2 ottobre 1999    | C. W. Juels            |
| 38455 -         | 1999 TK3                 | 4 ottobre 1999    | P. G. Comba            |
| 38456 -         | 1999 TO6                 | 6 ottobre 1999    | K. Korlević, M. Jurić  |
| 38457 -         | 1999 TJ9                 | 7 ottobre 1999    | K. Korlević, M. Jurić  |
| 38458 -         | 1999 TP12                | 12 ottobre 1999   | P. G. Comba            |
| 38459 -         | 1999 TX12                | 10 ottobre 1999   | C. W. Juels            |
| 38460 -         | 1999 TH13                | 7 ottobre 1999    | K. Korlević, M. Jurić  |
| 38461 Jiřítrnka | 1999 TR17                | 15 ottobre 1999   | P. Pravec              |
| 38462 -         | 1999 TL21                | 12 ottobre 1999   | W. Bickel              |
| 38463 -         | 1999 TM22                | 3 ottobre 1999    | Spacewatch             |
| 38464 -         | 1999 TZ24                | 2 ottobre 1999    | LINEAR                 |
| 38465 -         | 1999 TL28                | 4 ottobre 1999    | LINEAR                 |
| 38466 -         | 1999 TU29                | 4 ottobre 1999    | LINEAR                 |
| 38467 -         | 1999 TW33                | 4 ottobre 1999    | LINEAR                 |
| 38468 -         | 1999 TD34                | 5 ottobre 1999    | LINEAR                 |
| 38469 -         | 1999 TN34                | 2 ottobre 1999    | LINEAR                 |
| 38470 Deleflie  | 1999 TL36                | 12 ottobre 1999   | LONEOS                 |
| 38471 -         | 1999 TH39                | 3 ottobre 1999    | CSS                    |
| 38472 -         | 1999 TJ51                | 4 ottobre 1999    | Spacewatch             |
| 38473 -         | 1999 TA85                | 14 ottobre 1999   | Spacewatch             |
| 38474 -         | 1999 TS88                | 2 ottobre 1999    | LINEAR                 |
| 38475 -         | 1999 TT89                | 2 ottobre 1999    | LINEAR                 |
| 38476 -         | 1999 TA91                | 2 ottobre 1999    | LINEAR                 |
| 38477 -         | 1999 TR92                | 2 ottobre 1999    | LINEAR                 |
| 38478 -         | 1999 TX94                | 2 ottobre 1999    | LINEAR                 |
| 38479 -         | 1999 TK95                | 2 ottobre 1999    | LINEAR                 |
| 38480 -         | 1999 TL99                | 2 ottobre 1999    | LINEAR                 |
| 38481 -         | 1999 TX99                | 2 ottobre 1999    | LINEAR                 |
| 38482 -         | 1999 TC100               | 2 ottobre 1999    | LINEAR                 |
| 38483 -         | 1999 TW100               | 2 ottobre 1999    | LINEAR                 |
| 38484 -         | 1999 TX100               | 2 ottobre 1999    | LINEAR                 |
| 38485 -         | 1999 TQ102               | 2 ottobre 1999    | LINEAR                 |
| 38486 -         | 1999 TE108               | 4 ottobre 1999    | LINEAR                 |
| 38487 -         | 1999 TL108               | 4 ottobre 1999    | LINEAR                 |
| 38488 -         | 1999 TP113               | 4 ottobre 1999    | LINEAR                 |
| 38489 -         | 1999 TB116               | 4 ottobre 1999    | LINEAR                 |
| 38490 -         | 1999 TA117               | 4 ottobre 1999    | LINEAR                 |
| 38491 -         | 1999 TO117               | 4 ottobre 1999    | LINEAR                 |
| 38492 -         | 1999 TQ117               | 4 ottobre 1999    | LINEAR                 |
| 38493 -         | 1999 TT117               | 4 ottobre 1999    | LINEAR                 |
| 38494 -         | 1999 TG119               | 4 ottobre 1999    | LINEAR                 |
| 38495 -         | 1999 TP119               | 4 ottobre 1999    | LINEAR                 |
| 38496 -         | 1999 TT120               | 4 ottobre 1999    | LINEAR                 |
| 38497 -         | 1999 TK130               | 6 ottobre 1999    | LINEAR                 |
| 38498 -         | 1999 TX148               | 7 ottobre 1999    | LINEAR                 |
| 38499 -         | 1999 TT161               | 9 ottobre 1999    | LINEAR                 |
| 38500 -         | 1999 TN165               | 10 ottobre 1999   | LINEAR                 |

## 38501-38600
| Nome              | Designazione provvisoria | Data di scoperta | Scopritore                           |
| ----------------- | ------------------------ | ---------------- | ------------------------------------ |
| 38501 -           | 1999 TN170               | 10 ottobre 1999  | LINEAR                               |
| 38502 -           | 1999 TC171               | 10 ottobre 1999  | LINEAR                               |
| 38503 -           | 1999 TF186               | 12 ottobre 1999  | LINEAR                               |
| 38504 -           | 1999 TO186               | 12 ottobre 1999  | LINEAR                               |
| 38505 -           | 1999 TU190               | 12 ottobre 1999  | LINEAR                               |
| 38506 -           | 1999 TB192               | 12 ottobre 1999  | LINEAR                               |
| 38507 -           | 1999 TD192               | 12 ottobre 1999  | LINEAR                               |
| 38508 -           | 1999 TR213               | 15 ottobre 1999  | LINEAR                               |
| 38509 -           | 1999 TQ220               | 1 ottobre 1999   | CSS                                  |
| 38510 -           | 1999 TF221               | 2 ottobre 1999   | CSS                                  |
| 38511 -           | 1999 TU230               | 5 ottobre 1999   | LONEOS                               |
| 38512 -           | 1999 TU233               | 3 ottobre 1999   | LINEAR                               |
| 38513 -           | 1999 TJ236               | 3 ottobre 1999   | CSS                                  |
| 38514 -           | 1999 TF238               | 4 ottobre 1999   | CSS                                  |
| 38515 -           | 1999 TP245               | 7 ottobre 1999   | CSS                                  |
| 38516 -           | 1999 TQ248               | 8 ottobre 1999   | CSS                                  |
| 38517 -           | 1999 TL249               | 9 ottobre 1999   | CSS                                  |
| 38518 -           | 1999 TN252               | 8 ottobre 1999   | LINEAR                               |
| 38519 -           | 1999 TB253               | 9 ottobre 1999   | LINEAR                               |
| 38520 -           | 1999 TZ255               | 9 ottobre 1999   | Spacewatch                           |
| 38521 -           | 1999 TG262               | 14 ottobre 1999  | LINEAR                               |
| 38522 -           | 1999 TA271               | 3 ottobre 1999   | LINEAR                               |
| 38523 -           | 1999 TY279               | 7 ottobre 1999   | LINEAR                               |
| 38524 -           | 1999 TS287               | 10 ottobre 1999  | LINEAR                               |
| 38525 -           | 1999 TY288               | 10 ottobre 1999  | LINEAR                               |
| 38526 -           | 1999 TB296               | 1 ottobre 1999   | CSS                                  |
| 38527 -           | 1999 TJ315               | 9 ottobre 1999   | LINEAR                               |
| 38528 -           | 1999 UL4                 | 31 ottobre 1999  | C. W. Juels                          |
| 38529             | 1999 UR6                 | 29 ottobre 1999  | Beijing Schmidt CCD Asteroid Program |
| 38530 -           | 1999 UY14                | 29 ottobre 1999  | CSS                                  |
| 38531 -           | 1999 UF15                | 29 ottobre 1999  | CSS                                  |
| 38532 -           | 1999 UQ24                | 28 ottobre 1999  | CSS                                  |
| 38533 -           | 1999 UQ33                | 31 ottobre 1999  | Spacewatch                           |
| 38534 -           | 1999 UQ39                | 31 ottobre 1999  | Spacewatch                           |
| 38535 -           | 1999 UO42                | 28 ottobre 1999  | CSS                                  |
| 38536 -           | 1999 UT42                | 28 ottobre 1999  | CSS                                  |
| 38537 -           | 1999 UJ43                | 28 ottobre 1999  | CSS                                  |
| 38538 -           | 1999 UZ47                | 30 ottobre 1999  | CSS                                  |
| 38539 -           | 1999 UH52                | 31 ottobre 1999  | CSS                                  |
| 38540 Stevens     | 1999 VG2                 | 5 novembre 1999  | D. S. Dixon                          |
| 38541 Rustichelli | 1999 VT6                 | 7 novembre 1999  | Cavezzo                              |
| 38542 -           | 1999 VD7                 | 7 novembre 1999  | K. Korlević                          |
| 38543 -           | 1999 VW9                 | 9 novembre 1999  | C. W. Juels                          |
| 38544 -           | 1999 VS21                | 12 novembre 1999 | K. Korlević                          |
| 38545 -           | 1999 VS27                | 3 novembre 1999  | CSS                                  |
| 38546 -           | 1999 VV32                | 3 novembre 1999  | LINEAR                               |
| 38547 -           | 1999 VN35                | 3 novembre 1999  | LINEAR                               |
| 38548 -           | 1999 VK47                | 3 novembre 1999  | LINEAR                               |
| 38549 -           | 1999 VG48                | 3 novembre 1999  | LINEAR                               |
| 38550 -           | 1999 VS53                | 4 novembre 1999  | LINEAR                               |
| 38551 -           | 1999 VD54                | 4 novembre 1999  | LINEAR                               |
| 38552 -           | 1999 VD66                | 4 novembre 1999  | LINEAR                               |
| 38553 -           | 1999 VU68                | 4 novembre 1999  | LINEAR                               |
| 38554 -           | 1999 VR78                | 4 novembre 1999  | LINEAR                               |
| 38555 -           | 1999 VG83                | 1 novembre 1999  | Spacewatch                           |
| 38556 -           | 1999 VP87                | 5 novembre 1999  | LINEAR                               |
| 38557 -           | 1999 VV92                | 9 novembre 1999  | LINEAR                               |
| 38558 -           | 1999 VM114               | 9 novembre 1999  | CSS                                  |
| 38559 -           | 1999 VC115               | 9 novembre 1999  | CSS                                  |
| 38560 -           | 1999 VC123               | 5 novembre 1999  | Spacewatch                           |
| 38561 -           | 1999 VA133               | 10 novembre 1999 | Spacewatch                           |
| 38562 -           | 1999 VG139               | 10 novembre 1999 | Spacewatch                           |
| 38563 -           | 1999 VW140               | 10 novembre 1999 | Spacewatch                           |
| 38564 -           | 1999 VB144               | 11 novembre 1999 | CSS                                  |
| 38565 -           | 1999 VY145               | 12 novembre 1999 | LINEAR                               |
| 38566 -           | 1999 VQ147               | 14 novembre 1999 | LINEAR                               |
| 38567 -           | 1999 VZ161               | 14 novembre 1999 | LINEAR                               |
| 38568 -           | 1999 VE184               | 15 novembre 1999 | LINEAR                               |
| 38569 -           | 1999 VO198               | 3 novembre 1999  | CSS                                  |
| 38570 -           | 1999 VH199               | 2 novembre 1999  | CSS                                  |
| 38571 -           | 1999 VH211               | 14 novembre 1999 | CSS                                  |
| 38572 -           | 1999 VU223               | 5 novembre 1999  | LINEAR                               |
| 38573 -           | 1999 WA1                 | 19 novembre 1999 | D. K. Chesney                        |
| 38574 -           | 1999 WS4                 | 28 novembre 1999 | T. Kobayashi                         |
| 38575 -           | 1999 XH2                 | 2 dicembre 1999  | Spacewatch                           |
| 38576 -           | 1999 XL3                 | 4 dicembre 1999  | CSS                                  |
| 38577 -           | 1999 XZ10                | 5 dicembre 1999  | CSS                                  |
| 38578 -           | 1999 XS11                | 6 dicembre 1999  | CSS                                  |
| 38579 -           | 1999 XM15                | 5 dicembre 1999  | K. Korlević                          |
| 38580 -           | 1999 XN17                | 2 dicembre 1999  | LINEAR                               |
| 38581 -           | 1999 XQ17                | 2 dicembre 1999  | LINEAR                               |
| 38582 -           | 1999 XE37                | 7 dicembre 1999  | C. W. Juels                          |
| 38583 -           | 1999 XX42                | 7 dicembre 1999  | LINEAR                               |
| 38584 -           | 1999 XH47                | 7 dicembre 1999  | LINEAR                               |
| 38585 -           | 1999 XD67                | 7 dicembre 1999  | LINEAR                               |
| 38586 -           | 1999 XW70                | 7 dicembre 1999  | LINEAR                               |
| 38587 -           | 1999 XO80                | 7 dicembre 1999  | LINEAR                               |
| 38588 -           | 1999 XV91                | 7 dicembre 1999  | LINEAR                               |
| 38589 -           | 1999 XV113               | 11 dicembre 1999 | LINEAR                               |
| 38590 -           | 1999 XT115               | 5 dicembre 1999  | CSS                                  |
| 38591 -           | 1999 XZ116               | 5 dicembre 1999  | CSS                                  |
| 38592 -           | 1999 XH162               | 13 dicembre 1999 | LINEAR                               |
| 38593 -           | 1999 XF166               | 10 dicembre 1999 | LINEAR                               |
| 38594 -           | 1999 XF193               | 12 dicembre 1999 | LINEAR                               |
| 38595 -           | 1999 XD196               | 12 dicembre 1999 | LINEAR                               |
| 38596 -           | 1999 XP199               | 12 dicembre 1999 | LINEAR                               |
| 38597 -           | 1999 XU200               | 12 dicembre 1999 | LINEAR                               |
| 38598 -           | 1999 XQ208               | 13 dicembre 1999 | LINEAR                               |
| 38599 -           | 1999 XC210               | 13 dicembre 1999 | LINEAR                               |
| 38600 -           | 1999 XR213               | 14 dicembre 1999 | LINEAR                               |

## 38601-38700
| Nome            | Designazione provvisoria | Data di scoperta | Scopritore             |
| --------------- | ------------------------ | ---------------- | ---------------------- |
| 38601 -         | 1999 XK229               | 7 dicembre 1999  | CSS                    |
| 38602 -         | 1999 XW229               | 7 dicembre 1999  | CSS                    |
| 38603 -         | 1999 XO242               | 13 dicembre 1999 | CSS                    |
| 38604 -         | 1999 YJ4                 | 27 dicembre 1999 | G. Hug, G. Bell        |
| 38605 -         | 1999 YV10                | 27 dicembre 1999 | Spacewatch             |
| 38606 -         | 1999 YC13                | 31 dicembre 1999 | K. Korlević            |
| 38607 -         | 2000 AN6                 | 4 gennaio 2000   | P. G. Comba            |
| 38608 -         | 2000 AW11                | 3 gennaio 2000   | LINEAR                 |
| 38609 -         | 2000 AB26                | 3 gennaio 2000   | LINEAR                 |
| 38610 -         | 2000 AU45                | 3 gennaio 2000   | LINEAR                 |
| 38611 -         | 2000 AS74                | 5 gennaio 2000   | LINEAR                 |
| 38612 -         | 2000 AA79                | 5 gennaio 2000   | LINEAR                 |
| 38613 -         | 2000 AV110               | 5 gennaio 2000   | LINEAR                 |
| 38614 -         | 2000 AA113               | 5 gennaio 2000   | LINEAR                 |
| 38615 -         | 2000 AV121               | 5 gennaio 2000   | LINEAR                 |
| 38616 -         | 2000 AS145               | 7 gennaio 2000   | LINEAR                 |
| 38617 -         | 2000 AY161               | 4 gennaio 2000   | LINEAR                 |
| 38618 -         | 2000 AH165               | 8 gennaio 2000   | LINEAR                 |
| 38619 -         | 2000 AW183               | 7 gennaio 2000   | LINEAR                 |
| 38620 -         | 2000 AQ186               | 8 gennaio 2000   | LINEAR                 |
| 38621 -         | 2000 AG201               | 9 gennaio 2000   | LINEAR                 |
| 38622 -         | 2000 AZ230               | 4 gennaio 2000   | LONEOS                 |
| 38623 -         | 2000 AQ233               | 5 gennaio 2000   | LINEAR                 |
| 38624 -         | 2000 CD12                | 2 febbraio 2000  | LINEAR                 |
| 38625 -         | 2000 CN12                | 2 febbraio 2000  | LINEAR                 |
| 38626 -         | 2000 EZ97                | 12 marzo 2000    | LINEAR                 |
| 38627 -         | 2000 EV119               | 11 marzo 2000    | LONEOS                 |
| 38628 Huya      | 2000 EB173               | 10 marzo 2000    | I. Ferrin              |
| 38629 -         | 2000 ER173               | 4 marzo 2000     | LINEAR                 |
| 38630 -         | 2000 GA93                | 5 aprile 2000    | LINEAR                 |
| 38631 -         | 2000 KA31                | 28 maggio 2000   | LINEAR                 |
| 38632 -         | 2000 KX36                | 29 maggio 2000   | LINEAR                 |
| 38633 -         | 2000 LY13                | 6 giugno 2000    | LINEAR                 |
| 38634 -         | 2000 LL18                | 8 giugno 2000    | LINEAR                 |
| 38635 -         | 2000 LB21                | 8 giugno 2000    | LINEAR                 |
| 38636 Kitazato  | 2000 LM27                | 6 giugno 2000    | LONEOS                 |
| 38637 -         | 2000 LL35                | 1 giugno 2000    | Spacewatch             |
| 38638 -         | 2000 NZ8                 | 7 luglio 2000    | LINEAR                 |
| 38639 Samuels   | 2000 NJ16                | 5 luglio 2000    | LONEOS                 |
| 38640 Rau       | 2000 NO16                | 5 luglio 2000    | LONEOS                 |
| 38641 Philpott  | 2000 NX16                | 5 luglio 2000    | LONEOS                 |
| 38642 Breukers  | 2000 NY17                | 5 luglio 2000    | LONEOS                 |
| 38643 Scholten  | 2000 NZ19                | 5 luglio 2000    | LONEOS                 |
| 38644 -         | 2000 NN21                | 7 luglio 2000    | LINEAR                 |
| 38645 -         | 2000 OT3                 | 24 luglio 2000   | LINEAR                 |
| 38646 -         | 2000 OX4                 | 24 luglio 2000   | LINEAR                 |
| 38647 -         | 2000 OW8                 | 31 luglio 2000   | LINEAR                 |
| 38648 -         | 2000 OG11                | 23 luglio 2000   | LINEAR                 |
| 38649 -         | 2000 OX16                | 23 luglio 2000   | LINEAR                 |
| 38650 -         | 2000 ON17                | 23 luglio 2000   | LINEAR                 |
| 38651 -         | 2000 ON18                | 23 luglio 2000   | LINEAR                 |
| 38652 -         | 2000 OV20                | 31 luglio 2000   | LINEAR                 |
| 38653 -         | 2000 OT22                | 31 luglio 2000   | LINEAR                 |
| 38654 -         | 2000 OK27                | 23 luglio 2000   | LINEAR                 |
| 38655 -         | 2000 OX38                | 30 luglio 2000   | LINEAR                 |
| 38656 -         | 2000 OR45                | 30 luglio 2000   | LINEAR                 |
| 38657 -         | 2000 OO46                | 31 luglio 2000   | LINEAR                 |
| 38658 -         | 2000 ON48                | 31 luglio 2000   | LINEAR                 |
| 38659 -         | 2000 OS48                | 31 luglio 2000   | LINEAR                 |
| 38660 -         | 2000 OT48                | 31 luglio 2000   | LINEAR                 |
| 38661 -         | 2000 OC49                | 31 luglio 2000   | LINEAR                 |
| 38662 -         | 2000 OG49                | 31 luglio 2000   | LINEAR                 |
| 38663 -         | 2000 OK49                | 31 luglio 2000   | LINEAR                 |
| 38664 -         | 2000 OU50                | 31 luglio 2000   | LINEAR                 |
| 38665 -         | 2000 OC52                | 31 luglio 2000   | LINEAR                 |
| 38666 -         | 2000 OR52                | 31 luglio 2000   | LINEAR                 |
| 38667 de Lignie | 2000 OT56                | 29 luglio 2000   | LONEOS                 |
| 38668 -         | 2000 PM                  | 1 agosto 2000    | J. Broughton           |
| 38669 Michikawa | 2000 PX3                 | 3 agosto 2000    | BATTeRS                |
| 38670 -         | 2000 PR6                 | 3 agosto 2000    | LINEAR                 |
| 38671 Verdaguer | 2000 PZ6                 | 7 agosto 2000    | J. Nomen               |
| 38672 -         | 2000 PN7                 | 2 agosto 2000    | LINEAR                 |
| 38673 -         | 2000 PC8                 | 3 agosto 2000    | LINEAR                 |
| 38674 Těšínsko  | 2000 PT8                 | 9 agosto 2000    | L. Šarounová           |
| 38675 -         | 2000 PT10                | 1 agosto 2000    | LINEAR                 |
| 38676 -         | 2000 PR15                | 1 agosto 2000    | LINEAR                 |
| 38677 -         | 2000 PD25                | 3 agosto 2000    | LINEAR                 |
| 38678 -         | 2000 PS26                | 5 agosto 2000    | NEAT                   |
| 38679 -         | 2000 QX                  | 22 agosto 2000   | S. Sposetti            |
| 38680 -         | 2000 QM2                 | 24 agosto 2000   | LINEAR                 |
| 38681 -         | 2000 QK6                 | 24 agosto 2000   | Starkenburg            |
| 38682 -         | 2000 QE7                 | 24 agosto 2000   | LINEAR                 |
| 38683 -         | 2000 QQ7                 | 25 agosto 2000   | LINEAR                 |
| 38684 Velehrad  | 2000 QK9                 | 25 agosto 2000   | P. Pravec, P. Kušnirák |
| 38685 -         | 2000 QP9                 | 26 agosto 2000   | P. Kušnirák, P. Pravec |
| 38686 -         | 2000 QE10                | 24 agosto 2000   | LINEAR                 |
| 38687 -         | 2000 QT18                | 24 agosto 2000   | LINEAR                 |
| 38688 -         | 2000 QS23                | 25 agosto 2000   | LINEAR                 |
| 38689 -         | 2000 QS27                | 24 agosto 2000   | LINEAR                 |
| 38690 -         | 2000 QS29                | 24 agosto 2000   | LINEAR                 |
| 38691 -         | 2000 QY29                | 25 agosto 2000   | LINEAR                 |
| 38692 -         | 2000 QD30                | 25 agosto 2000   | LINEAR                 |
| 38693 -         | 2000 QB36                | 24 agosto 2000   | LINEAR                 |
| 38694 -         | 2000 QO46                | 24 agosto 2000   | LINEAR                 |
| 38695 -         | 2000 QQ50                | 24 agosto 2000   | LINEAR                 |
| 38696 -         | 2000 QR58                | 26 agosto 2000   | LINEAR                 |
| 38697 -         | 2000 QM62                | 28 agosto 2000   | LINEAR                 |
| 38698 -         | 2000 QU63                | 28 agosto 2000   | LINEAR                 |
| 38699 -         | 2000 QX63                | 28 agosto 2000   | LINEAR                 |
| 38700 -         | 2000 QL65                | 28 agosto 2000   | LINEAR                 |

## 38701-38800
| Nome    | Designazione provvisoria | Data di scoperta | Scopritore   |
| ------- | ------------------------ | ---------------- | ------------ |
| 38701 - | 2000 QB66                | 28 agosto 2000   | LINEAR       |
| 38702 - | 2000 QX66                | 28 agosto 2000   | LINEAR       |
| 38703 - | 2000 QR72                | 24 agosto 2000   | LINEAR       |
| 38704 - | 2000 QZ76                | 24 agosto 2000   | LINEAR       |
| 38705 - | 2000 QU80                | 24 agosto 2000   | LINEAR       |
| 38706 - | 2000 QP83                | 24 agosto 2000   | LINEAR       |
| 38707 - | 2000 QK89                | 25 agosto 2000   | LINEAR       |
| 38708 - | 2000 QQ89                | 25 agosto 2000   | LINEAR       |
| 38709 - | 2000 QO90                | 25 agosto 2000   | LINEAR       |
| 38710 - | 2000 QG97                | 28 agosto 2000   | LINEAR       |
| 38711 - | 2000 QU97                | 28 agosto 2000   | LINEAR       |
| 38712 - | 2000 QP103               | 28 agosto 2000   | LINEAR       |
| 38713 - | 2000 QJ116               | 28 agosto 2000   | LINEAR       |
| 38714 - | 2000 QS116               | 28 agosto 2000   | LINEAR       |
| 38715 - | 2000 QY120               | 25 agosto 2000   | LINEAR       |
| 38716 - | 2000 QL121               | 25 agosto 2000   | LINEAR       |
| 38717 - | 2000 QM121               | 25 agosto 2000   | LINEAR       |
| 38718 - | 2000 QW121               | 25 agosto 2000   | LINEAR       |
| 38719 - | 2000 QQ127               | 24 agosto 2000   | LINEAR       |
| 38720 - | 2000 QB128               | 24 agosto 2000   | LINEAR       |
| 38721 - | 2000 QQ128               | 25 agosto 2000   | LINEAR       |
| 38722 - | 2000 QU128               | 25 agosto 2000   | LINEAR       |
| 38723 - | 2000 QT129               | 30 agosto 2000   | K. Korlević  |
| 38724 - | 2000 QW129               | 31 agosto 2000   | J. Broughton |
| 38725 - | 2000 QD130               | 31 agosto 2000   | LINEAR       |
| 38726 - | 2000 QQ131               | 24 agosto 2000   | LINEAR       |
| 38727 - | 2000 QR131               | 25 agosto 2000   | LINEAR       |
| 38728 - | 2000 QJ133               | 26 agosto 2000   | LINEAR       |
| 38729 - | 2000 QP137               | 31 agosto 2000   | LINEAR       |
| 38730 - | 2000 QE138               | 31 agosto 2000   | LINEAR       |
| 38731 - | 2000 QX138               | 31 agosto 2000   | LINEAR       |
| 38732 - | 2000 QF140               | 31 agosto 2000   | LINEAR       |
| 38733 - | 2000 QF141               | 31 agosto 2000   | LINEAR       |
| 38734 - | 2000 QC143               | 31 agosto 2000   | LINEAR       |
| 38735 - | 2000 QQ144               | 31 agosto 2000   | LINEAR       |
| 38736 - | 2000 QU144               | 31 agosto 2000   | LINEAR       |
| 38737 - | 2000 QN146               | 31 agosto 2000   | LINEAR       |
| 38738 - | 2000 QT146               | 31 agosto 2000   | LINEAR       |
| 38739 - | 2000 QO149               | 24 agosto 2000   | LINEAR       |
| 38740 - | 2000 QC152               | 26 agosto 2000   | LINEAR       |
| 38741 - | 2000 QO180               | 31 agosto 2000   | LINEAR       |
| 38742 - | 2000 QP184               | 26 agosto 2000   | LINEAR       |
| 38743 - | 2000 QB185               | 26 agosto 2000   | LINEAR       |
| 38744 - | 2000 QE186               | 26 agosto 2000   | LINEAR       |
| 38745 - | 2000 QM186               | 26 agosto 2000   | LINEAR       |
| 38746 - | 2000 QT186               | 26 agosto 2000   | LINEAR       |
| 38747 - | 2000 QE190               | 26 agosto 2000   | LINEAR       |
| 38748 - | 2000 QY191               | 26 agosto 2000   | LINEAR       |
| 38749 - | 2000 QU206               | 31 agosto 2000   | LINEAR       |
| 38750 - | 2000 QJ207               | 31 agosto 2000   | LINEAR       |
| 38751 - | 2000 QN207               | 31 agosto 2000   | LINEAR       |
| 38752 - | 2000 QY207               | 31 agosto 2000   | LINEAR       |
| 38753 - | 2000 QE217               | 31 agosto 2000   | LINEAR       |
| 38754 - | 2000 QG217               | 31 agosto 2000   | LINEAR       |
| 38755 - | 2000 QR227               | 31 agosto 2000   | LINEAR       |
| 38756 - | 2000 QG228               | 31 agosto 2000   | LINEAR       |
| 38757 - | 2000 RM1                 | 1 settembre 2000 | LINEAR       |
| 38758 - | 2000 RS2                 | 1 settembre 2000 | LINEAR       |
| 38759 - | 2000 RD3                 | 1 settembre 2000 | LINEAR       |
| 38760 - | 2000 RG3                 | 1 settembre 2000 | LINEAR       |
| 38761 - | 2000 RH3                 | 1 settembre 2000 | LINEAR       |
| 38762 - | 2000 RK4                 | 1 settembre 2000 | LINEAR       |
| 38763 - | 2000 RW5                 | 1 settembre 2000 | LINEAR       |
| 38764 - | 2000 RB6                 | 1 settembre 2000 | LINEAR       |
| 38765 - | 2000 RU6                 | 1 settembre 2000 | LINEAR       |
| 38766 - | 2000 RV6                 | 1 settembre 2000 | LINEAR       |
| 38767 - | 2000 RB7                 | 1 settembre 2000 | LINEAR       |
| 38768 - | 2000 RF7                 | 1 settembre 2000 | LINEAR       |
| 38769 - | 2000 RS7                 | 1 settembre 2000 | LINEAR       |
| 38770 - | 2000 RT8                 | 1 settembre 2000 | LINEAR       |
| 38771 - | 2000 RP9                 | 1 settembre 2000 | LINEAR       |
| 38772 - | 2000 RR9                 | 1 settembre 2000 | LINEAR       |
| 38773 - | 2000 RY9                 | 1 settembre 2000 | LINEAR       |
| 38774 - | 2000 RD10                | 1 settembre 2000 | LINEAR       |
| 38775 - | 2000 RZ10                | 1 settembre 2000 | LINEAR       |
| 38776 - | 2000 RK11                | 1 settembre 2000 | LINEAR       |
| 38777 - | 2000 RS17                | 1 settembre 2000 | LINEAR       |
| 38778 - | 2000 RX19                | 1 settembre 2000 | LINEAR       |
| 38779 - | 2000 RH22                | 1 settembre 2000 | LINEAR       |
| 38780 - | 2000 RX30                | 1 settembre 2000 | LINEAR       |
| 38781 - | 2000 RN31                | 1 settembre 2000 | LINEAR       |
| 38782 - | 2000 RP31                | 1 settembre 2000 | LINEAR       |
| 38783 - | 2000 RU35                | 2 settembre 2000 | LINEAR       |
| 38784 - | 2000 RT42                | 3 settembre 2000 | LINEAR       |
| 38785 - | 2000 RR43                | 3 settembre 2000 | LINEAR       |
| 38786 - | 2000 RG45                | 3 settembre 2000 | LINEAR       |
| 38787 - | 2000 RU45                | 3 settembre 2000 | LINEAR       |
| 38788 - | 2000 RW45                | 3 settembre 2000 | LINEAR       |
| 38789 - | 2000 RB46                | 3 settembre 2000 | LINEAR       |
| 38790 - | 2000 RE46                | 3 settembre 2000 | LINEAR       |
| 38791 - | 2000 RU46                | 3 settembre 2000 | LINEAR       |
| 38792 - | 2000 RA49                | 4 settembre 2000 | LINEAR       |
| 38793 - | 2000 RY49                | 5 settembre 2000 | LINEAR       |
| 38794 - | 2000 RC50                | 5 settembre 2000 | LINEAR       |
| 38795 - | 2000 RA51                | 5 settembre 2000 | LINEAR       |
| 38796 - | 2000 RK51                | 5 settembre 2000 | LINEAR       |
| 38797 - | 2000 RW51                | 5 settembre 2000 | LINEAR       |
| 38798 - | 2000 RB54                | 1 settembre 2000 | LINEAR       |
| 38799 - | 2000 RE54                | 1 settembre 2000 | LINEAR       |
| 38800 - | 2000 RA55                | 3 settembre 2000 | LINEAR       |

## 38801-38900
| Nome               | Designazione provvisoria | Data di scoperta  | Scopritore     |
| ------------------ | ------------------------ | ----------------- | -------------- |
| 38801 -            | 2000 RS55                | 4 settembre 2000  | LINEAR         |
| 38802 -            | 2000 RW60                | 6 settembre 2000  | LINEAR         |
| 38803 -            | 2000 RH62                | 1 settembre 2000  | LINEAR         |
| 38804 -            | 2000 RB64                | 3 settembre 2000  | LINEAR         |
| 38805 -            | 2000 RL65                | 1 settembre 2000  | LINEAR         |
| 38806 -            | 2000 RH66                | 1 settembre 2000  | LINEAR         |
| 38807 -            | 2000 RM68                | 2 settembre 2000  | LINEAR         |
| 38808 -            | 2000 RX68                | 2 settembre 2000  | LINEAR         |
| 38809 -            | 2000 RT69                | 2 settembre 2000  | LINEAR         |
| 38810 -            | 2000 RP70                | 2 settembre 2000  | LINEAR         |
| 38811 -            | 2000 RW71                | 2 settembre 2000  | LINEAR         |
| 38812 -            | 2000 RL72                | 2 settembre 2000  | LINEAR         |
| 38813 -            | 2000 RP72                | 2 settembre 2000  | LINEAR         |
| 38814 -            | 2000 RR72                | 2 settembre 2000  | LINEAR         |
| 38815 -            | 2000 RY73                | 2 settembre 2000  | LINEAR         |
| 38816 -            | 2000 RZ73                | 2 settembre 2000  | LINEAR         |
| 38817 -            | 2000 RH74                | 2 settembre 2000  | LINEAR         |
| 38818 -            | 2000 RJ74                | 2 settembre 2000  | LINEAR         |
| 38819 -            | 2000 RX75                | 3 settembre 2000  | LINEAR         |
| 38820 -            | 2000 RB77                | 7 settembre 2000  | LINEAR         |
| 38821 Linchinghsia | 2000 RJ78                | 9 settembre 2000  | W. K. Y. Yeung |
| 38822 -            | 2000 RY83                | 1 settembre 2000  | LINEAR         |
| 38823 Nijland      | 2000 RN87                | 2 settembre 2000  | LONEOS         |
| 38824 -            | 2000 RG91                | 3 settembre 2000  | LINEAR         |
| 38825 -            | 2000 RS91                | 3 settembre 2000  | LINEAR         |
| 38826 -            | 2000 RZ92                | 3 settembre 2000  | LINEAR         |
| 38827 ter Kuile    | 2000 RQ93                | 4 settembre 2000  | LONEOS         |
| 38828 van 't Leven | 2000 RQ94                | 4 settembre 2000  | LONEOS         |
| 38829 Vandeputte   | 2000 RQ96                | 4 settembre 2000  | LONEOS         |
| 38830 Biets        | 2000 RK99                | 5 settembre 2000  | LONEOS         |
| 38831 -            | 2000 RC105               | 7 settembre 2000  | LINEAR         |
| 38832 -            | 2000 RH105               | 7 settembre 2000  | LINEAR         |
| 38833 -            | 2000 SC                  | 17 settembre 2000 | LINEAR         |
| 38834 -            | 2000 SP1                 | 18 settembre 2000 | LINEAR         |
| 38835 -            | 2000 SS2                 | 20 settembre 2000 | NEAT           |
| 38836 -            | 2000 SS19                | 23 settembre 2000 | LINEAR         |
| 38837 -            | 2000 SM23                | 26 settembre 2000 | K. Korlević    |
| 38838 -            | 2000 SB31                | 24 settembre 2000 | LINEAR         |
| 38839 -            | 2000 SU32                | 24 settembre 2000 | LINEAR         |
| 38840 -            | 2000 SH39                | 24 settembre 2000 | LINEAR         |
| 38841 -            | 2000 SH43                | 26 settembre 2000 | Črni Vrh       |
| 38842 -            | 2000 SW44                | 26 settembre 2000 | Nachi-Katsuura |
| 38843 -            | 2000 SN49                | 23 settembre 2000 | LINEAR         |
| 38844 -            | 2000 SW58                | 24 settembre 2000 | LINEAR         |
| 38845 -            | 2000 SL59                | 24 settembre 2000 | LINEAR         |
| 38846 -            | 2000 SH68                | 24 settembre 2000 | LINEAR         |
| 38847 -            | 2000 SJ68                | 24 settembre 2000 | LINEAR         |
| 38848 -            | 2000 SN68                | 24 settembre 2000 | LINEAR         |
| 38849 -            | 2000 SS68                | 24 settembre 2000 | LINEAR         |
| 38850 -            | 2000 SW68                | 24 settembre 2000 | LINEAR         |
| 38851 -            | 2000 SM69                | 24 settembre 2000 | LINEAR         |
| 38852 -            | 2000 SR70                | 24 settembre 2000 | LINEAR         |
| 38853 -            | 2000 SW71                | 24 settembre 2000 | LINEAR         |
| 38854 -            | 2000 SY71                | 24 settembre 2000 | LINEAR         |
| 38855 -            | 2000 SY81                | 24 settembre 2000 | LINEAR         |
| 38856 -            | 2000 SH87                | 24 settembre 2000 | LINEAR         |
| 38857 -            | 2000 SE88                | 24 settembre 2000 | LINEAR         |
| 38858 -            | 2000 SB91                | 22 settembre 2000 | LINEAR         |
| 38859 -            | 2000 SL92                | 23 settembre 2000 | LINEAR         |
| 38860 -            | 2000 SH100               | 23 settembre 2000 | LINEAR         |
| 38861 -            | 2000 SB104               | 24 settembre 2000 | LINEAR         |
| 38862 -            | 2000 SD105               | 24 settembre 2000 | LINEAR         |
| 38863 -            | 2000 SX108               | 24 settembre 2000 | LINEAR         |
| 38864 -            | 2000 SZ108               | 24 settembre 2000 | LINEAR         |
| 38865 -            | 2000 SD111               | 24 settembre 2000 | LINEAR         |
| 38866 -            | 2000 SK111               | 24 settembre 2000 | LINEAR         |
| 38867 -            | 2000 SF112               | 24 settembre 2000 | LINEAR         |
| 38868 -            | 2000 SX112               | 24 settembre 2000 | LINEAR         |
| 38869 -            | 2000 SL113               | 24 settembre 2000 | LINEAR         |
| 38870 -            | 2000 SQ114               | 24 settembre 2000 | LINEAR         |
| 38871 -            | 2000 SO115               | 24 settembre 2000 | LINEAR         |
| 38872 -            | 2000 SP116               | 24 settembre 2000 | LINEAR         |
| 38873 -            | 2000 SB117               | 24 settembre 2000 | LINEAR         |
| 38874 -            | 2000 SZ119               | 24 settembre 2000 | LINEAR         |
| 38875 -            | 2000 SA120               | 24 settembre 2000 | LINEAR         |
| 38876 -            | 2000 SX120               | 24 settembre 2000 | LINEAR         |
| 38877 -            | 2000 SE121               | 24 settembre 2000 | LINEAR         |
| 38878 -            | 2000 SL121               | 24 settembre 2000 | LINEAR         |
| 38879 -            | 2000 SO121               | 24 settembre 2000 | LINEAR         |
| 38880 -            | 2000 SD123               | 24 settembre 2000 | LINEAR         |
| 38881 -            | 2000 SE123               | 24 settembre 2000 | LINEAR         |
| 38882 -            | 2000 SG123               | 24 settembre 2000 | LINEAR         |
| 38883 -            | 2000 SZ123               | 24 settembre 2000 | LINEAR         |
| 38884 -            | 2000 SF124               | 24 settembre 2000 | LINEAR         |
| 38885 -            | 2000 SG126               | 24 settembre 2000 | LINEAR         |
| 38886 -            | 2000 SW126               | 24 settembre 2000 | LINEAR         |
| 38887 -            | 2000 SN134               | 23 settembre 2000 | LINEAR         |
| 38888 -            | 2000 SA137               | 23 settembre 2000 | LINEAR         |
| 38889 -            | 2000 SJ146               | 24 settembre 2000 | LINEAR         |
| 38890 -            | 2000 SO146               | 24 settembre 2000 | LINEAR         |
| 38891 -            | 2000 SO148               | 24 settembre 2000 | LINEAR         |
| 38892 -            | 2000 SS148               | 24 settembre 2000 | LINEAR         |
| 38893 -            | 2000 SH149               | 24 settembre 2000 | LINEAR         |
| 38894 -            | 2000 SC152               | 24 settembre 2000 | LINEAR         |
| 38895 -            | 2000 SE152               | 24 settembre 2000 | LINEAR         |
| 38896 -            | 2000 SB153               | 24 settembre 2000 | LINEAR         |
| 38897 -            | 2000 SO154               | 24 settembre 2000 | LINEAR         |
| 38898 -            | 2000 SD155               | 24 settembre 2000 | LINEAR         |
| 38899 -            | 2000 SG157               | 26 settembre 2000 | LINEAR         |
| 38900 -            | 2000 SH157               | 26 settembre 2000 | LINEAR         |

## 38901-38000
| Nome               | Designazione provvisoria | Data di scoperta  | Scopritore     |
| ------------------ | ------------------------ | ----------------- | -------------- |
| 38901 -            | 2000 SQ157               | 27 settembre 2000 | LINEAR         |
| 38902 -            | 2000 SO158               | 22 settembre 2000 | Spacewatch     |
| 38903 -            | 2000 SP160               | 27 settembre 2000 | LINEAR         |
| 38904 -            | 2000 SG162               | 21 settembre 2000 | NEAT           |
| 38905 -            | 2000 SW167               | 23 settembre 2000 | LINEAR         |
| 38906 -            | 2000 SE169               | 23 settembre 2000 | LINEAR         |
| 38907 -            | 2000 SC170               | 24 settembre 2000 | LINEAR         |
| 38908 -            | 2000 SX170               | 24 settembre 2000 | LINEAR         |
| 38909 -            | 2000 SQ172               | 27 settembre 2000 | LINEAR         |
| 38910 -            | 2000 SA178               | 28 settembre 2000 | LINEAR         |
| 38911 -            | 2000 SW178               | 28 settembre 2000 | LINEAR         |
| 38912 -            | 2000 SK179               | 28 settembre 2000 | LINEAR         |
| 38913 -            | 2000 SY184               | 20 settembre 2000 | NEAT           |
| 38914 -            | 2000 SQ186               | 21 settembre 2000 | Spacewatch     |
| 38915 -            | 2000 SR189               | 22 settembre 2000 | NEAT           |
| 38916 -            | 2000 SY189               | 22 settembre 2000 | NEAT           |
| 38917 -            | 2000 SE190               | 23 settembre 2000 | Spacewatch     |
| 38918 -            | 2000 SS205               | 24 settembre 2000 | LINEAR         |
| 38919 -            | 2000 SS218               | 26 settembre 2000 | LINEAR         |
| 38920 -            | 2000 SW218               | 26 settembre 2000 | LINEAR         |
| 38921 -            | 2000 SG219               | 26 settembre 2000 | LINEAR         |
| 38922 -            | 2000 SF221               | 26 settembre 2000 | LINEAR         |
| 38923 -            | 2000 SM221               | 26 settembre 2000 | LINEAR         |
| 38924 -            | 2000 SB222               | 26 settembre 2000 | LINEAR         |
| 38925 -            | 2000 SE222               | 26 settembre 2000 | LINEAR         |
| 38926 -            | 2000 SH226               | 27 settembre 2000 | LINEAR         |
| 38927 -            | 2000 SV226               | 27 settembre 2000 | LINEAR         |
| 38928 -            | 2000 SY226               | 27 settembre 2000 | LINEAR         |
| 38929 -            | 2000 SH227               | 27 settembre 2000 | LINEAR         |
| 38930 -            | 2000 SW230               | 28 settembre 2000 | LINEAR         |
| 38931 -            | 2000 SY234               | 24 settembre 2000 | LINEAR         |
| 38932 -            | 2000 SL236               | 24 settembre 2000 | LINEAR         |
| 38933 -            | 2000 SE237               | 24 settembre 2000 | LINEAR         |
| 38934 -            | 2000 SB239               | 26 settembre 2000 | LINEAR         |
| 38935 -            | 2000 SC239               | 26 settembre 2000 | LINEAR         |
| 38936 -            | 2000 SD258               | 24 settembre 2000 | LINEAR         |
| 38937 -            | 2000 SL258               | 24 settembre 2000 | LINEAR         |
| 38938 -            | 2000 SU258               | 24 settembre 2000 | LINEAR         |
| 38939 -            | 2000 SH260               | 24 settembre 2000 | LINEAR         |
| 38940 -            | 2000 SY265               | 26 settembre 2000 | LINEAR         |
| 38941 -            | 2000 SN269               | 27 settembre 2000 | LINEAR         |
| 38942 -            | 2000 SA271               | 27 settembre 2000 | LINEAR         |
| 38943 -            | 2000 SQ273               | 28 settembre 2000 | LINEAR         |
| 38944 -            | 2000 SF274               | 28 settembre 2000 | LINEAR         |
| 38945 -            | 2000 SO274               | 28 settembre 2000 | LINEAR         |
| 38946 -            | 2000 SS274               | 28 settembre 2000 | LINEAR         |
| 38947 -            | 2000 SD287               | 26 settembre 2000 | LINEAR         |
| 38948 -            | 2000 ST292               | 27 settembre 2000 | LINEAR         |
| 38949 -            | 2000 SJ295               | 27 settembre 2000 | LINEAR         |
| 38950 -            | 2000 ST295               | 27 settembre 2000 | LINEAR         |
| 38951 -            | 2000 SA296               | 27 settembre 2000 | LINEAR         |
| 38952 -            | 2000 SG309               | 30 settembre 2000 | LINEAR         |
| 38953 -            | 2000 SK310               | 26 settembre 2000 | LINEAR         |
| 38954 -            | 2000 SD313               | 27 settembre 2000 | LINEAR         |
| 38955 -            | 2000 SE319               | 26 settembre 2000 | LINEAR         |
| 38956 -            | 2000 SR336               | 26 settembre 2000 | NEAT           |
| 38957 -            | 2000 SZ336               | 26 settembre 2000 | NEAT           |
| 38958 -            | 2000 SL337               | 25 settembre 2000 | Spacewatch     |
| 38959 -            | 2000 SE363               | 20 settembre 2000 | Spacewatch     |
| 38960 Yeungchihung | 2000 TS                  | 2 ottobre 2000    | W. K. Y. Yeung |
| 38961 -            | 2000 TG1                 | 1 ottobre 2000    | J. Nomen       |
| 38962 Chuwinghung  | 2000 TN2                 | 5 ottobre 2000    | W. K. Y. Yeung |
| 38963 -            | 2000 TJ14                | 1 ottobre 2000    | LINEAR         |
| 38964 -            | 2000 TU18                | 1 ottobre 2000    | LINEAR         |
| 38965 -            | 2000 TB29                | 3 ottobre 2000    | LINEAR         |
| 38966 Deller       | 2000 TW35                | 6 ottobre 2000    | LONEOS         |
| 38967 Roberthaas   | 2000 TF36                | 6 ottobre 2000    | LONEOS         |
| 38968 -            | 2000 TF55                | 1 ottobre 2000    | LINEAR         |
| 38969 -            | 2000 TV55                | 1 ottobre 2000    | LINEAR         |
| 38970 -            | 2000 TC58                | 2 ottobre 2000    | LINEAR         |
| 38971 -            | 2000 TQ60                | 2 ottobre 2000    | LONEOS         |
| 38972 -            | 2000 TE61                | 2 ottobre 2000    | LONEOS         |
| 38973 -            | 2000 TQ61                | 2 ottobre 2000    | LONEOS         |
| 38974 -            | 2000 TK62                | 2 ottobre 2000    | LINEAR         |
| 38975 -            | 2000 TH66                | 1 ottobre 2000    | LINEAR         |
| 38976 Taeve        | 2000 UR                  | 21 ottobre 2000   | J. Kandler     |
| 38977 -            | 2000 UV                  | 21 ottobre 2000   | K. Korlević    |
| 38978 -            | 2000 UA2                 | 22 ottobre 2000   | K. Korlević    |
| 38979 -            | 2000 UB2                 | 22 ottobre 2000   | K. Korlević    |
| 38980 Gaoyaojie    | 2000 UJ2                 | 23 ottobre 2000   | W. K. Y. Yeung |
| 38981 -            | 2000 UW3                 | 24 ottobre 2000   | LINEAR         |
| 38982 -            | 2000 UD4                 | 24 ottobre 2000   | LINEAR         |
| 38983 -            | 2000 UT4                 | 24 ottobre 2000   | LINEAR         |
| 38984 -            | 2000 UZ4                 | 24 ottobre 2000   | LINEAR         |
| 38985 -            | 2000 UA5                 | 24 ottobre 2000   | LINEAR         |
| 38986 -            | 2000 UP5                 | 24 ottobre 2000   | LINEAR         |
| 38987 -            | 2000 UB8                 | 24 ottobre 2000   | LINEAR         |
| 38988 -            | 2000 UJ12                | 24 ottobre 2000   | LINEAR         |
| 38989 -            | 2000 UF13                | 25 ottobre 2000   | LINEAR         |
| 38990 -            | 2000 UZ17                | 24 ottobre 2000   | LINEAR         |
| 38991 -            | 2000 UE19                | 29 ottobre 2000   | LINEAR         |
| 38992 -            | 2000 UN20                | 24 ottobre 2000   | LINEAR         |
| 38993 -            | 2000 UX20                | 24 ottobre 2000   | LINEAR         |
| 38994 -            | 2000 UZ21                | 24 ottobre 2000   | LINEAR         |
| 38995 -            | 2000 UJ24                | 24 ottobre 2000   | LINEAR         |
| 38996 -            | 2000 UM25                | 24 ottobre 2000   | LINEAR         |
| 38997 -            | 2000 UF26                | 24 ottobre 2000   | LINEAR         |
| 38998 -            | 2000 UP26                | 24 ottobre 2000   | LINEAR         |
| 38999 -            | 2000 UV26                | 24 ottobre 2000   | LINEAR         |
| 39000 -            | 2000 UZ26                | 24 ottobre 2000   | LINEAR         |